# Municipio de Purdy (Misuri)
El municipio de Purdy (en inglés: Purdy Township) es un municipio ubicado en el condado de Barry en el estado estadounidense de Misuri. En el año 2010 tenía una población de 1972 habitantes y una densidad poblacional de 32,32 personas por km².

## Geografía
El municipio de Purdy se encuentra ubicado en las coordenadas 36°49′19″N 93°56′18″O / 36.82194, -93.93833. Según la Oficina del Censo de los Estados Unidos, el municipio tiene una superficie total de 61.01 km², de la cual 60,94 km² corresponden a tierra firme y (0,13 %) 0,08 km² es agua.

## Demografía
Según el censo de 2010, había 1972 personas residiendo en el municipio de Purdy. La densidad de población era de 32,32 hab./km². De los 1972 habitantes, el municipio de Purdy estaba compuesto por el 83,87 % blancos, el 0,86 % eran amerindios, el 1,98 % eran asiáticos, el 10,6 % eran de otras razas y el 2,69 % eran de una mezcla de razas. Del total de la población el 23,33 % eran hispanos o latinos de cualquier raza.